# Apollos Moesin-Poesjkin

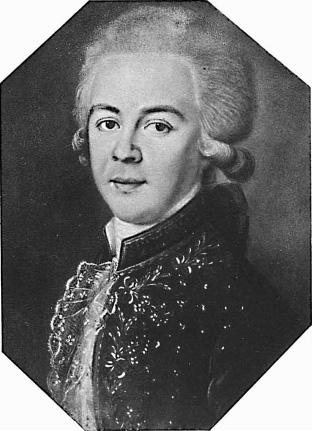
Apollos Moesin-Poesjkin (1788)

Graaf Apollos Apollosovitsj Moesin-Poesjkin (Russisch: Аполлос Аполлосович Мусин-Пушкин) (17 februari 1760 – 18 april 1805) was een Russisch scheikundige en (in mindere mate) botanicus. Hij leidde samen met Johannes Michael Friedrich Adams een expeditie door het Kaukasusgebied.
Hij gaf ook zijn naam aan enkele planten, waaronder enkele hyacinten.
- Author citation (botany): Muss.Puschk.
- Gemeinsame Normdatei: 1021987883
- International Standard Name Identifier: 0000 0004 5102 0845
- Library of Congress Control Number: n86027743
- Nederlandse Thesaurus van Auteursnamen: 07431193X
- Virtual International Authority File: 316739090
- WorldCat: E39PBJt8p3vJbvhw6pCDj99xDq